# Sa Majesté des mouches
Pour les articles homonymes, voir Lord of the Flies.
Sa Majesté des mouches (titre original : Lord of the Flies) est un roman de l'auteur britannique William Golding publié en 1954. L'histoire se déroule dans le cadre d'une évacuation de civils au cours d'une guerre non décrite. Prenant le prétexte de l'arrivée accidentelle d'un groupe d'enfants sur une île déserte du Pacifique, il traite avec pessimisme de l'organisation sociale, du pouvoir et de la loi. Son titre est une traduction littérale du nom de Belzébuth (en hébreu, בעל זבוב), divinité païenne considérée dans la tradition chrétienne comme chef des démons.
Le récit raconte comment, lors d'une évacuation de civils, un avion transportant exclusivement des garçons anglais issus de la haute société s'écrase sur une île déserte. Le pilote et les adultes accompagnateurs périssent. Livrés à eux-mêmes dans une nature sauvage et paradisiaque, quinze enfants survivants tentent de s'organiser en reproduisant les schémas sociaux qui leur ont été inculqués. Mais bien vite le vernis craque, la fragile société vole en éclats et laisse peu à peu la place à une organisation tribale, sauvage et violente bâtie autour d'une religion rudimentaire et d'un chef charismatique nommé Jack.
Offrandes sacrificielles, chasse à l'homme, guerres sanglantes : la civilisation disparaît au profit d'un retour à un état proche de l'animal que les enfants les plus fragiles ou les plus raisonnables paient de leur existence.

## Résumé
Un avion s’écrase sur une île déserte, en plein océan Pacifique, avec à son bord un groupe d’écoliers anglais. Aucun adulte ne survit au crash et les enfants se trouvent livrés à eux-mêmes. Le livre commence par le rassemblement des enfants survivants sur l'île, autour du personnage principal de l'histoire, Ralph, qu'ils élisent tout de suite comme chef de leur tribu. Avec leurs personnalités très diverses, les enfants forment à eux tous un reflet de la société. Ralph incarne ainsi le leader, il représente certains idéaux de la société — l'ordre, la sécurité, la démocratie, l'égalité — et il tente d’inculquer le sens des responsabilités et de la discipline au groupe, même si c'est en vain. Il trouve une conque et s'en sert pour rassembler les enfants, en soufflant dedans pour produire un son puissant. Le coquillage devient alors  un instrument de pouvoir politique et le symbole de leur petite démocratie, utilisé pour organiser des « meetings » et distribuer des tours de parole. Contrairement aux autres enfants, Ralph met tout en œuvre pour qu'on vienne les secourir.
Un deuxième personnage notable est surnommé « Porcinet ». Son vrai nom n'est jamais cité dans le livre. Il est le souffre-douleur du groupe, celui dont on se moque toujours. Ralph essaie souvent de détendre l'atmosphère, quand un conflit éclate, en se moquant de lui pour détourner l'attention. C'est un garçon intelligent, avisé et qui a un grand sens pratique mais qui n'arrive jamais à se faire écouter à cause de son obésité, de son asthme et de sa myopie. Il réussit cependant à se rapprocher du pouvoir en se liant d'amitié avec Ralph, dont il devient très proche.
Grâce à ces deux garçons, la bonne entente règne au début sur l'île. Chacun s’acquitte mollement de sa tâche, sauf les plus petits qui passent leurs journées à se gaver de fruits et à jouer sur la plage. Trois cabanes sont construites sur la plage mais elles restent branlantes et fragiles. La vie sur l’île comporte plusieurs avantages, comme l’absence d’adultes, ce qui laisse aux enfants l’entière liberté de leurs actes, la seule autorité reconnue étant celle de Ralph. L'harmonie dans le groupe ne dure cependant pas très longtemps lorsque les conflits commencent à éclater entre Ralph et Jack Merridew, qui deviennent peu à peu ennemis.
Jack est un garçon mince et anguleux, assez laid, autoritaire, dominateur et agressif. C'est un pessimiste, qui se concentre uniquement sur les plaisirs et qui ne croit pas à leur sauvetage. Il est jaloux du statut de chef de Ralph lorsque celui-ci a été élu et tente sans cesse de le déstabiliser, de le défier. Il est aussi le chef de sa propre bande, qu'il appelle ses « chasseurs » et qui sont les plus grands de l'île. Ralph leur a donné au début deux tâches quotidiennes : d'une part, alimenter un feu dans la forêt pour qu'un bateau puisse les apercevoir et d'autre part, nourrir le clan en viande en chassant les cochons sauvages de l'île. Malheureusement, cette dernière tâche devient très vite une passion pour Jack et le feu est peu à peu délaissé, puis oublié, jusqu'à ce qu'un jour, alors que Jack réussit enfin à tuer un cochon et arrive au sommet de son influence sur sa bande, un bateau passe à proximité de l'île sans apercevoir de fumée. L'événement marque une première scission dans le groupe, même si Jack présente ses excuses devant Ralph, fou de rage. Jack invite le même soir toute la tribu pour manger le cochon tué et raconte ses exploits de chasse devant des enfants extasiés.
Une nuit, un avion survolant l'île est abattu par un autre. Son pilote meurt dans l'explosion et son corps porté par son parachute se pose non loin du foyer des enfants. La découverte du pilote mort, sur une colline, avec son parachute déployé, met un terme définitif à la cohésion du groupe. Des jumeaux découvrent en premier le pilote, en pleine nuit mais le prennent pour un monstre et fuient vers le camp. Face à l'effroi des enfants devant la nouvelle, Jack décide que lui et ses chasseurs iront tuer ce monstre mais finalement, Ralph et d'autres garçons partent aussi avec eux. Lorsqu'ils arrivent sur place, ils prennent peur et partent en courant devant la tête du mort, remuant à cause du parachute qui enfle et se désenfle dans le vent. De retour sur la plage, Jack profite de la terreur des enfants pour traiter Ralph de poltron et demande un vote pour que celui-ci ne soit plus chef. Il n'obtient cependant pas son renvoi et part, humilié, monter son propre clan. Bientôt, il ne reste plus sur la plage que Ralph, Porcinet, les deux jumeaux, « les petits » et Simon, un garçon à l'air bizarre qui ne parle quasiment jamais mais qui se révèle au cours de l'histoire très sensible, franc et courageux. Celui-ci décide d'ailleurs de partir seul dans la forêt pour vérifier si le monstre existe bel et bien.
Pendant ce temps, Jack et sa bande continuent de chasser le cochon sauvage. Ils réussissent à capturer une truie, que Jack égorge, vide et dépèce devant les enfants. Il pique la tête sur un bâton en guise d'offrande au monstre de la montagne et part vers la plage où Ralph continue d'alimenter un feu pour qu'un bateau vienne les chercher. Il l'invite lui et son groupe à venir au festin organisé et ceux-ci finissent par accepter.
Simon est dans la clairière au moment où Jack et ses chasseurs tuent la truie. Il reste caché pour qu'ils ne le voie pas. Une fois qu'ils sont repartis, laissant derrière eux la tête du cochon sur une pique et ses tripes éparpillées par terre, Simon a une « crise » sans doute à cause de la chaleur étouffante qui règne dans la clairière. Il croit alors dialoguer avec « Sa Majesté des Mouches » : en anglais, le nom « Lord of the flies » est une allusion à Belzébuth, un des noms bibliques attribués au diable, qui le menace ainsi que les autres enfants de l'île. Simon pense que c'est elle le « vrai » monstre. Il finit de délirer en s'évanouissant dans le sang du cochon. Quand il se réveille, il a du sang partout sur le visage. Il décide de partir rejoindre les autres mais, en chemin, il découvre ce que les jumeaux avaient pris pour le monstre : l'aviateur mort. Quand il arrive vers la plage et le festin, les autres enfants sont dans une sorte de transe où ils miment la scène de la chasse. Il arrive au milieu du groupe exténué, en rampant, en expliquant qu'il n'y a pas de monstre mais il est tué par les autres.
Cette mort accroît encore l'animosité entre les deux groupes, celui de Ralph avouant qu'ils ont assassiné leur ami et celui de Jack affirmant que le monstre s'était métamorphosé en Simon. Ceux-ci décident de faire une rafle dans l'autre groupe pour voler les lunettes de Porcinet, seul moyen d'allumer un feu. Ils réussissent à les prendre en détruisant les quelques cabanes restantes. Le lendemain, Ralph et son groupe lancent une expédition pour récupérer les lunettes, Porcinet étant aveugle sans elles. Ils arrivent à la Forteresse des Roches, le camp de Jack, et aperçoivent les autres enfants déguisés en sauvages, le visage barbouillé de peinture. Roger, le garçon le plus méchant et cruel de l’île, tue Porcinet et les autres sont capturés, sauf Ralph qui réussit à s'enfuir. S'ensuit alors une longue course-poursuite entre Ralph et ses anciens camarades, où il est traqué impitoyablement. Les chasseurs décident d'allumer un feu pour le faire sortir de sa cachette mais c'est toute la forêt qui s'embrase alors. Pris de panique, Ralph retourne à la plage où il tombe sur un officier de marine qui a aperçu la fumée et a arrêté son bateau. Il s'abandonne alors à son chagrin et se met à pleurer sur la mort de son ami.

## Personnages principaux
- Ralph, le personnage principal, est l'enfant le plus intelligent de l'île, presque adolescent, qui organise le groupe en utilisant un symbole fort de communication et de rassemblement, la conque ; il symbolise la démocratie.

- Jack, le fougueux chef du chœur d'enfants qui prend peu à peu le contrôle du groupe, représente le pouvoir guerrier, brutal et violent mais charismatique et aventureux — par opposition aux contraintes et à la raison imposées par Ralph.

- Roger, le second de Jack dans la nouvelle hiérarchie, représente la cruauté brute et inquiétante, le plaisir d'infliger la douleur ou de tuer et finalement la menace de la mort, quelle que soit l'idéologie dont elle se réclame.

- Porcinet ou Piggy, l'obèse intellectuel et fragile dont les lunettes sont utilisées pour faire le feu, représente le savoir et la connaissance mais aussi la dépendance et la faiblesse. Méprisé par le pouvoir guerrier, il lui est pourtant vital : le feu qu'il est capable de créer est à la fois la seule chance de salut et le symbole du pouvoir par excellence. L'instrument de ce pouvoir, les lunettes, finit par être volé par Jack et leur propriétaire écrasé par un rocher poussé du haut d'une falaise.

- Simon, l'enfant courageux qui n'hésite pas à défier ses peurs représente la sagesse et la vérité — il sera le premier tué parmi les enfants, sacrifié lors d'une fête orgiaque sanglante sur l'autel des superstitions qu'il était justement sur le point de détruire en apportant la vérité. Simon est le plus souvent interprété comme une figure christique en raison de sa capacité à voir à travers les idées fausses, contrairement au reste des garçons, et les événements qu'il vit dans le livre qui sont parallèles à ceux de la vie de Jésus[1].

- Les jumeaux Eric-et-Sam (Sam et Éric) ainsi que les autres enfants du groupe, ballottés entre les deux pouvoirs qui s'affrontent, peuvent représenter le peuple qui se débrouille comme il peut pour survivre.
- Percival, il est le premier à parler du monstre et à dire qu'il l'a vu. Il fait partie des plus jeunes du groupe.

## Réception
- Le livre a été classé en 68e position de la liste établie par l'American Library Association des livres les plus controversés des années 1990[2].
- Le livre est classé 41e de la liste proposée en 1998 par l'éditeur Modern Library des 100 meilleurs romans du vingtième siècle. Une liste complémentaire, d'après un sondage en ligne proposé aux lecteurs en 1999, le place en 25e position.
- Le livre figure en 70e position du Big Read, un sondage réalisé en 2003 par la BBC sur les livres préférés des lecteurs britanniques[3].
- Le livre fait partie de la liste dressée en 2005 par le Time Magazine des 100 meilleurs livres de langue anglaise publiés depuis 1923[4]

Un article du Guardian de mai 2020 rapporte un événement réel similaire à celui que présente le roman, ayant eu lieu en 1965. Un groupe d'adolescents tongiens qui avaient pris un voilier est pris dans une tempête, dérive plusieurs jours et s'échoue sur l'île déserte d'ʻAta. Tenus pour morts par leur famille, ils restent 15 mois sur cette île avant d'être secourus. Ils arrivent à s'organiser, cultivent un jardin, construisent une maison et gèrent une eau rare, sans dissension majeure pendant cette longue période. L'auteur Rutger Bregman s'appuie sur cet épisode pour avancer que le tableau dressé par Golding et son pessimisme ne sont pas réalistes.

## Adaptations

### Cinéma
- 1963 : Sa Majesté des mouches (Lord of the Flies), film britannique de Peter Brook
- 1990 : Sa Majesté des mouches (Lord of the Flies), film américain de Harry Hook, connu aussi sous le titre français : L'Île oubliée

### Télévision
- Sa Majesté des mouches (en), série américaine

### Théâtre
- 1996 : adaptation de Nigel Williams (1996), traduite en français par Ahmed Madani (sous le même titre que le roman original), éditée dans la collection « Théâtre » par L'École des Loisirs, en 2001  (ISBN 221106017X)

## Inspiration et références
- Stephen King y fait longuement référence dans le recueil de nouvelles Cœurs perdus en Atlantide (2001) et le fait lire à l'un de ses personnages et certains passages sont évoqués dans le cycle de La Tour sombre. L'auteur américain a d'ailleurs écrit une préface dans une réédition du livre, dont la traduction française a été publiée en 2012 par Folio[7]. La ville fictive qu'il a créé, Castle Rock, tient aussi son nom de la « Forteresse des Roches » (en anglais : Castle Rock)[8], montagne sur laquelle campe le clan de Jack.
- Sa majesté des clones (2002) de Jean-Pierre Hubert rappelle, dans le cadre de la science-fiction, l'œuvre originale[9],[10],[11].